# Trigonobela
Trigonobela là một chi bướm đêm thuộc họ Crambidae.

## Các loài
- Trigonobela nebridopepla Turner, 1915
- Trigonobela perfenestrata (Butler, 1882)